# Rudolf Heyn

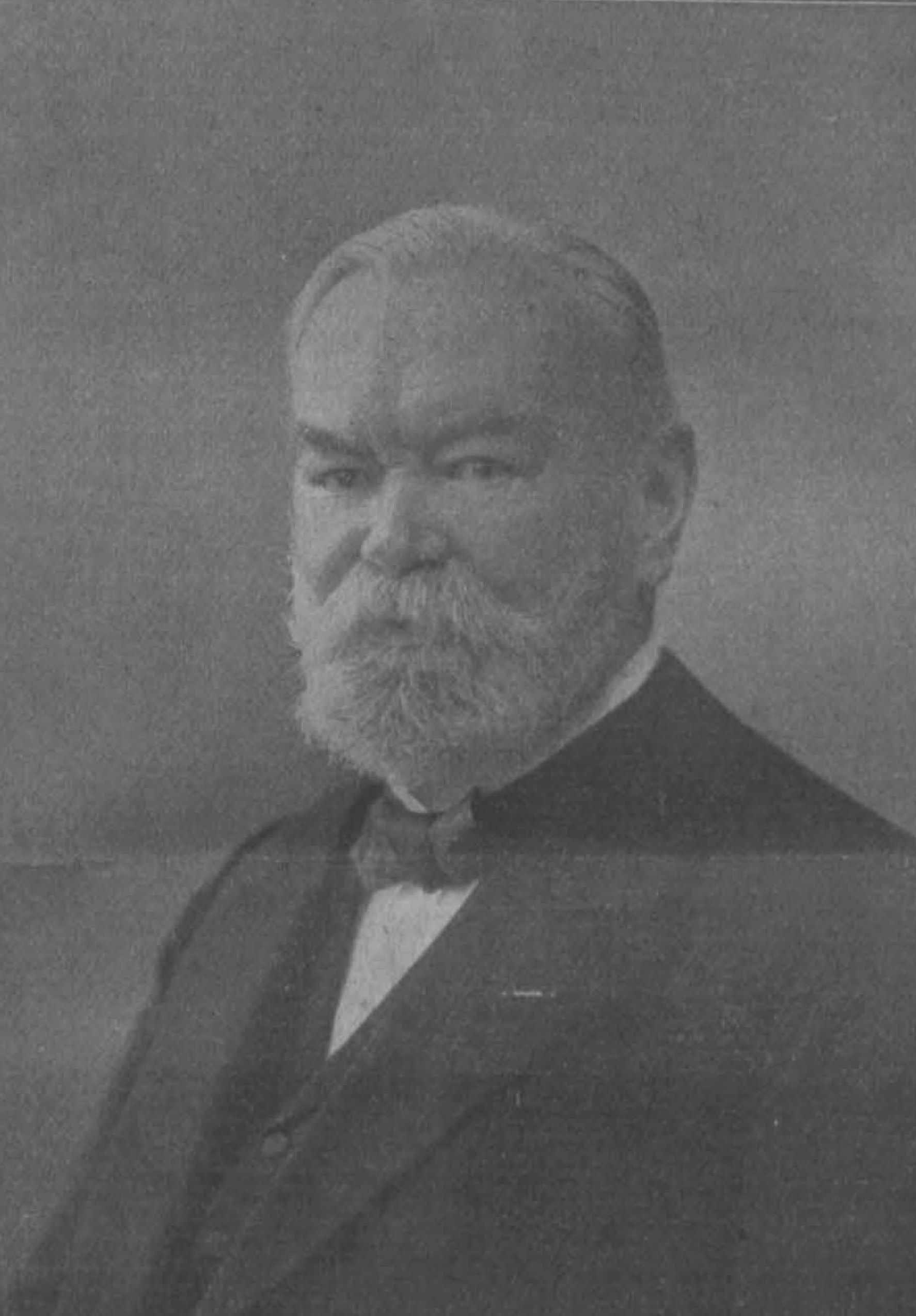
Rudolf Heyn

Rudolf Heyn, auch Rudolph Heyn, (* 22. September 1835 in Görlitz; † 1. Juni 1916 in Dresden; vollständiger Name: Rudolf Johann Eduard Heyn) war ein deutscher Architekt und Hochschullehrer, sowie 1893/1894 Rektor der Technischen Hochschule Dresden. 

## Leben

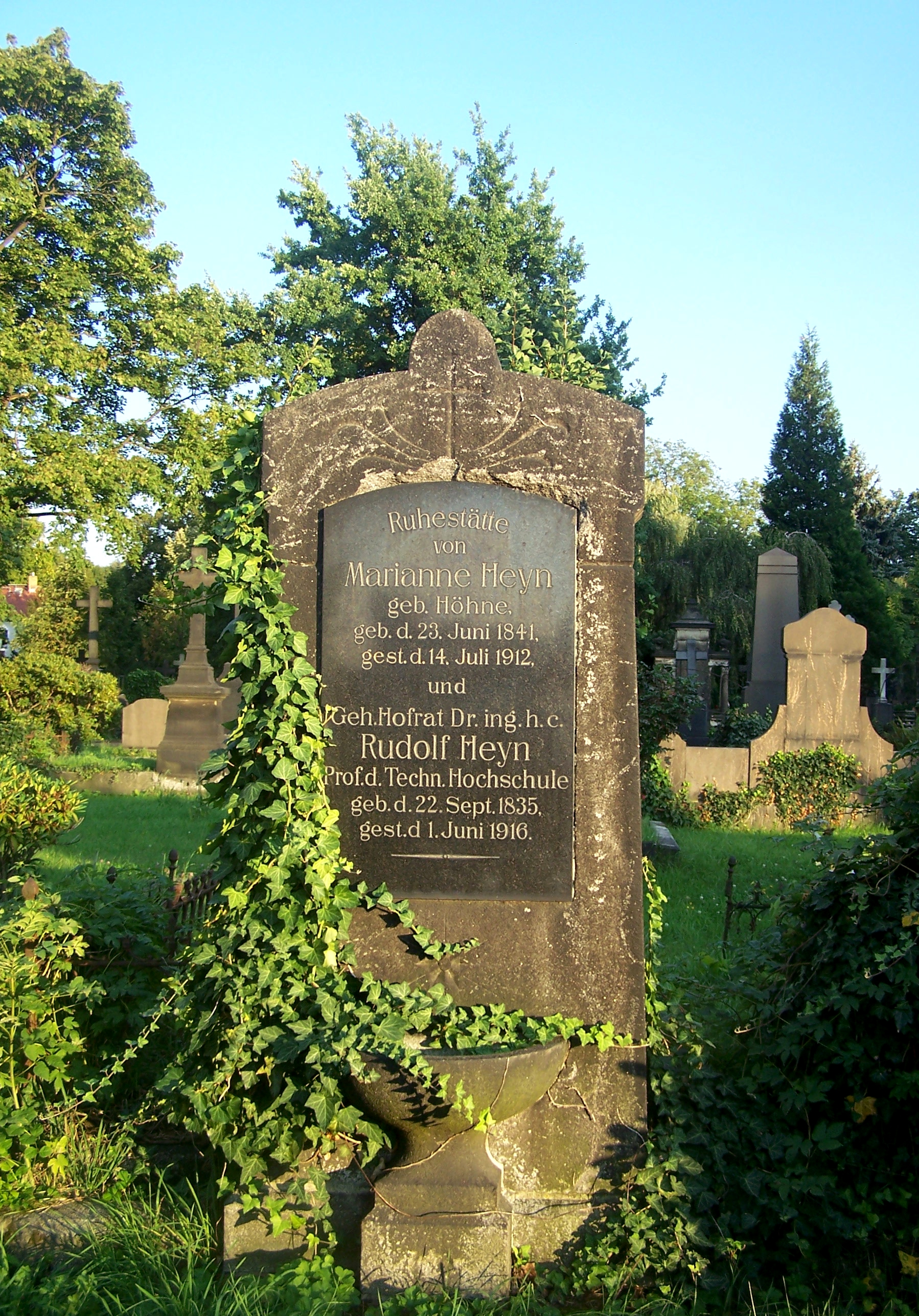
Grab Heyns auf dem Alten Annenfriedhof

Heyn war der Sohn des Görlitzer Buch- und Kunsthändlers Eduard Heyn, seine Mutter war eine geborene Richter. Er besuchte die Realschule und ab 1850 die Baugewerkschule Zittau. Anschließend ließ er sich in Leipzig von einem Baumeister praktisch ausbilden. Im Jahr 1853 ging er als Schüler von Hermann Nicolai an die Dresdner Kunstakademie. Im Jahr 1857 wurde er Lehrer an der Baugewerkschule Dresden und 1858 Assistent am Dresdner Polytechnikum, dem Vorläufer der Technischen Hochschule. Im Jahr 1860 wurde er zum Lehrer für allgemeine Baukunde und architektonisches Zeichnen ans Polytechnikum berufen und wirkte von 1865 bis 1901 als ordentlicher Professor für Baukonstruktion, Bauformen- und Stillehre am Polytechnikum. Sein Forschungsschwerpunkt war die grafische Statik. Zudem stand er der Sammlung für Baukonstruktionslehre vor.
Nach Heyns Planung erfolgte im Jahr 1875 die Gründung der Hochbauabteilung des Polytechnikums, so dass auch dort ein Architekturstudium möglich wurde. Von 1890 bis zu seiner Emeritierung 1901 war Heyn Leiter dieser Abteilung. Für die Amtsperiode 1893/1894 wurde er vom Senat zum Rektor der Technischen Hochschule gewählt. Im Jahr 1915 verlieh ihm die Hochschule die Ehrendoktorwürde. Heyn verstarb 1916 in Dresden und wurde auf dem Alten Annenfriedhof beigesetzt.
Als Architekt baute Heyn unter anderem Villen und Schulen in Dresden und Chemnitz sowie mit Richard Eck von 1872 bis 1875 das Gebäude des Königlich Sächsischen Polytechnikums Dresden an der Strehlener Straße, das 1945 zerstört wurde.

## Werk

### Bauten (Auswahl)
- ab 1869: Bauaufsicht über den Umbau der Polytechnischen Schule am Antonsplatz in Dresden (nach Plänen von Gustav Heine)
- 1872–1875: Gebäude des Dresdner Polytechnikums (zusammen mit Richard Eck)
- 1878: Pestalozzistift Dresden, Jägerstr. 34 (1929 bis 1941, 1945 bis 1949 und ab 1997 Freie Waldorfschule Dresden, seit 2004 ein Campus mit Marienallee 5)

### Schriften (Auswahl)
- (mit W. Fränkel): Atlas des Bauwesens. 1874.
- Spiegelung und perspektivische Schattenkonstruktion. 1885.